# Cyphotilapia

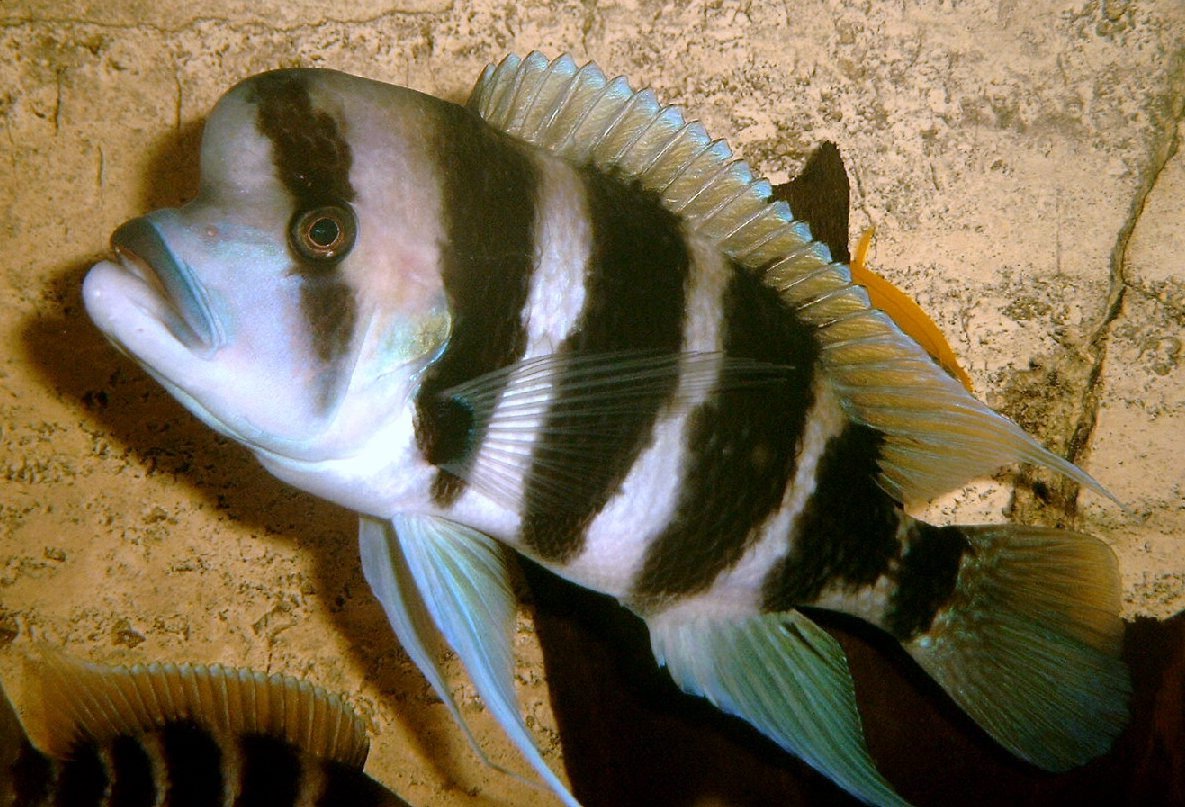
Cyphotilapia frontosa

Cyphotilapia és un gènere de peixos de la família dels cíclids i de l'ordre dels perciformes.

## Distribució geogràfica
És endèmic del llac Tanganyika (Àfrica oriental).

## Taxonomia
- Cyphotilapia frontosa (Boulenger, 1906)[3]
- Cyphotilapia gibberosa (Takahashi & Nakaya, 2003)[4][5][6][7][8]